# Bliss Botsford
Pour les articles homonymes, voir Botsford.
Bliss Botsford (1813 - 1890), était un avocat, un juge et un homme politique canadien du Nouveau-Brunswick. Il était le septième fils de William Botsford et Sarah Lowell Murrary née Hazen. 
Bliss Botsford naît le 26 novembre 1813 à Sackville, au Nouveau-Brunswick. Il suit des études au King's College à Fredericton sans toutefois obtenir de diplôme. Il étudie ensuite le droit et fut admis au barreau en 1838. En 1840, il commence à exercer dans la localité de Bend of Petitcodiac, qui allait devenir Moncton en 1855. Il en devient maire en 1862 puis il suit les traces de son père William Botsford et de son grand-père Amos Botsford, en remportant un des sièges de député de la circonscription de Westmorland en 1851. Il sera ensuite réélu cinq fois en 1856, 1857, 1865, 1866 et 1870 et devient Président de l'Assemblée législative du Nouveau-Brunswick de 1867 à 1870. Il meurt à Moncton le 5 avril 1890.